# Torre di Chia
Torre di Chia (‚Turm von Chia‘) ist ein Wart- und Wehrturm aus dem 16. Jahrhundert an der Südküste der italienischen Insel Sardinien. Er gehört zu einem System von insgesamt 102 sogenannten Sarazenentürmen, die Sardinien vor Piratenangriffen aus den Barbareskenstaaten schützen sollten. Die Torre di Chia befindet sich im Gemeindegebiet von Domus de Maria an der Costa del Sud.

## Lage
Die Torre di Chia steht auf einem Vorgebirge zwischen den Stränden von Su Portu (Spiaggia Su Portu) und Sa Colonia (Spiaggia della Colonia). Bei Su Portu mündet der Riu di Chia ins Mittelmeer, ein kleiner Fluss oder Bach, der die Ebene der Siedlung Chia bewässert. Chia ist heute ein Urlaubsort innerhalb der Gemeinde Domus de Maria mit Hotels und einem Zeltplatz unterhalb der Torre di Chia. Die beiden genannten Strände werden teilweise bewirtschaftet (Verleih von Liegen und Sonnenschirmen).

## Geschichte und Beschreibung
Der Hügel, auf dem die Torre di Chia steht, bildete im Altertum die Akropolis von Bithia, einer im letzten Viertel des 8. Jahrhunderts oder im 7. Jahrhundert v. Chr. gegründeten phönizischen Niederlassung. Sie bestand als bewohnter Küstenort über die punische und römische Zeit bis zum Beginn des 5. Jahrhunderts n. Chr. Nordöstlich unterhalb des Turmes finden archäologische Ausgrabungen statt, die außerhalb der Grabungskampagnen abgedeckt sind.

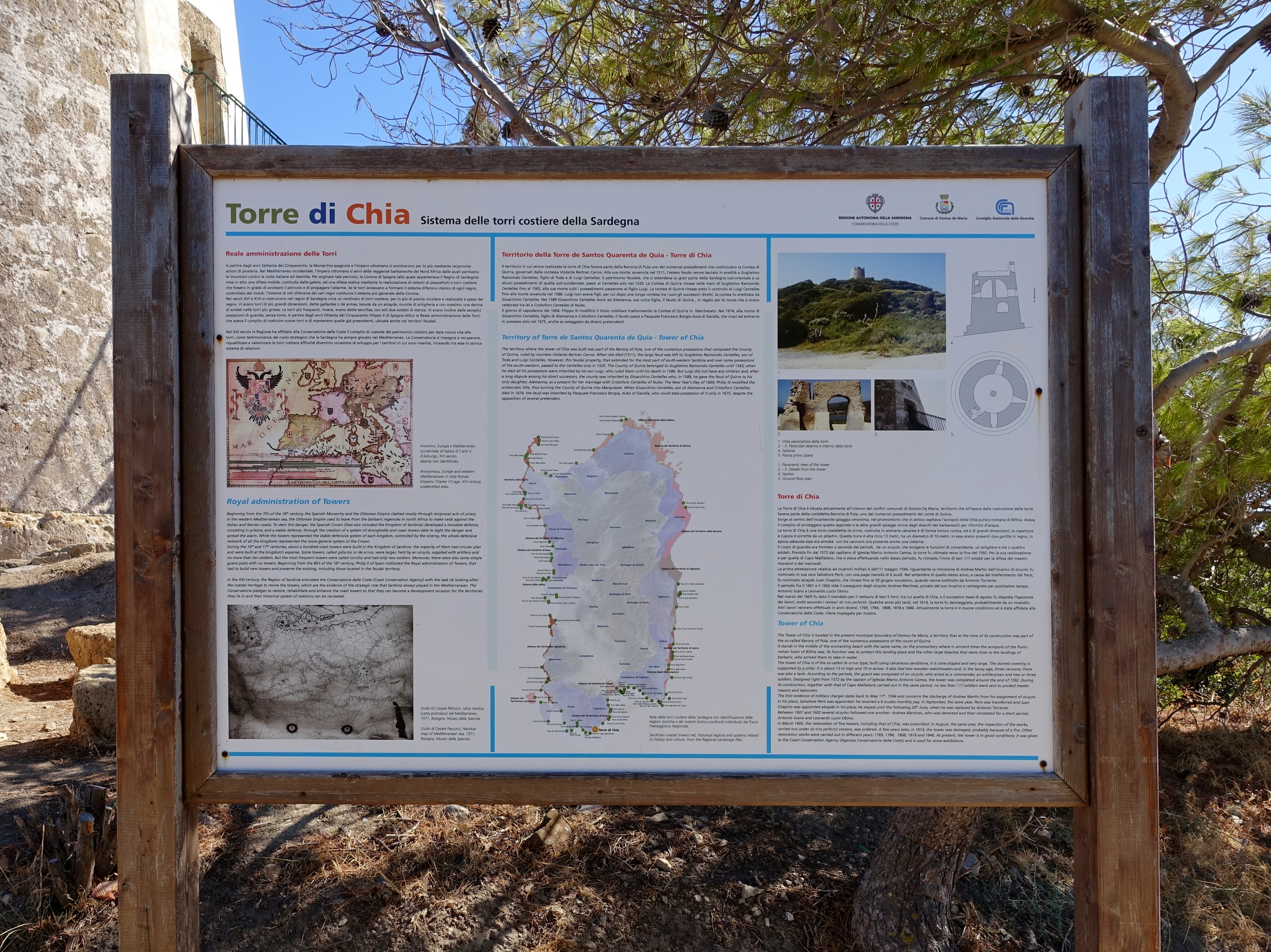
Informationstafel

Die Überreste von Bithia dienten der Errichtung der Torre di Chia, der aus Kalkstein-Mauerwerk besteht und auf eine Planung von Marco Antonio Camos, dem Capitano von Iglesias, aus dem Jahr 1572 zurückgeht. Das Königreich Sardinien bildete zu diesem Zeitpunkt ein von einem Vizekönig verwaltetes Nebenland der Spanischen Krone unter Philipp II. Nach dem Tunisfeldzug von dessen Vater Karl I. (1535) und der gescheiterten Flottenexpedition nach Algier (1541) entschied man sich, die Küsten Sardiniens gegen die ständigen Piratenangriffe aus den Barbareskenstaaten von See mit Türmen zu sichern.

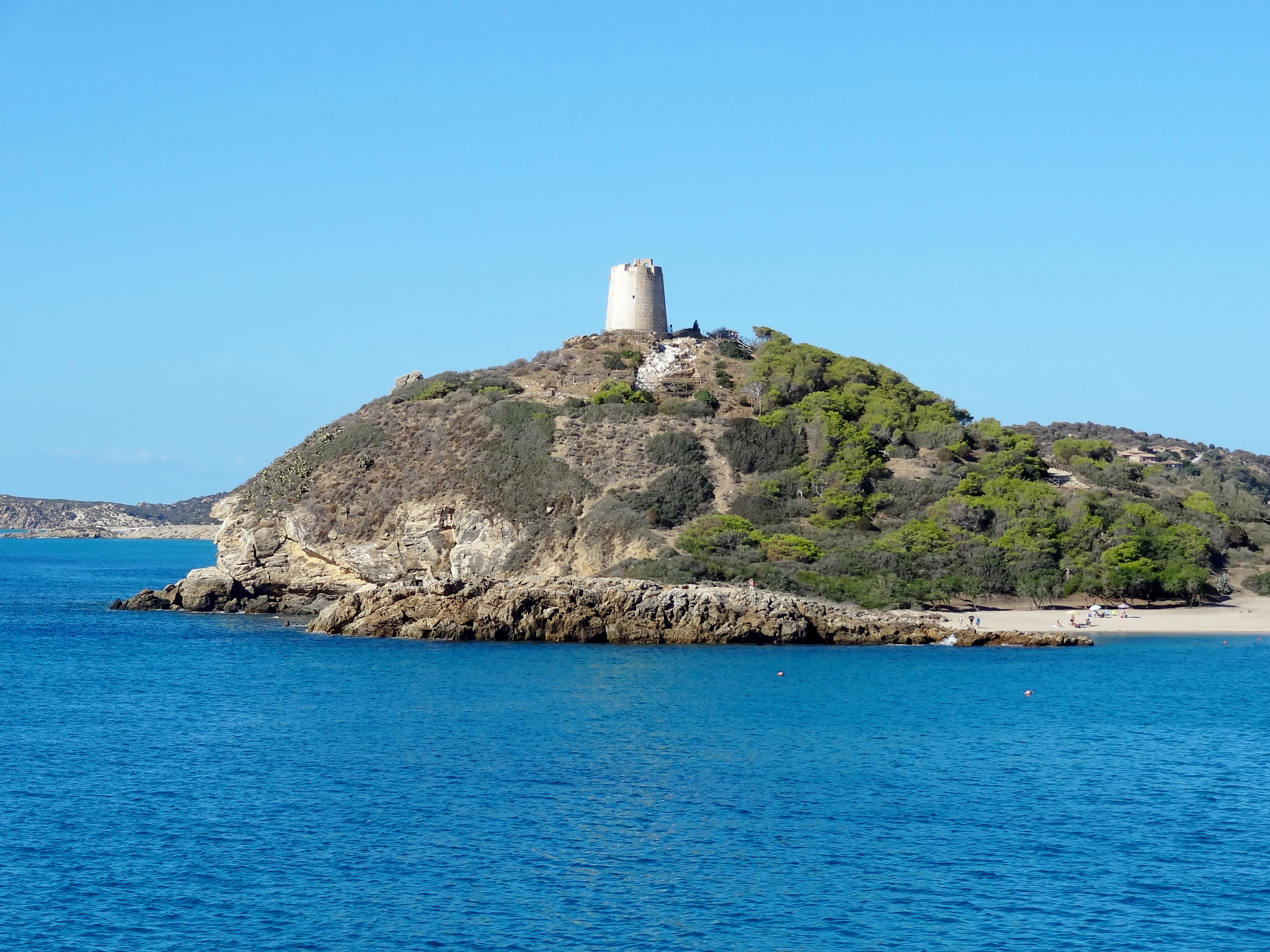
Vorgebirge mit Torre di Chia

Der Bau der Torre di Chia begann in der Zeit des Vizekönigs Miguel de Moncada ab 1578, bis Ende 1592 erfolgte die Fertigstellung und ab 1594 wurde der Turm unter dem Namen I Santi de Quaranta de Quia genutzt. Der Bau gehörte zum Typ einer sogenannten torre de armas, einem ständig mit Kanonen bestückten Turm. Ausschlaggebend für den Standort war die Mündung des Riu di Chia nordöstlich unterhalb des Vorgebirges, der den Barbaresken-Piraten bis zur Errichtung des Turmes eine Süßwasserversorgung ermöglichte.
Die Torre di Chia wurde mit einem Kommandanten, einem Kanonier und drei Soldaten besetzt. Zusätzlich wurden zwei mobile Soldaten außerhalb des Turmes eingesetzt. Die drei Kanonen auf der Geschützplattform waren 6-Pfünder und 8-Pfünder (Kaliber etwa 90 und 100 mm). Die Torre di Chia wurde mehrfach instand gesetzt (1605, 1614, 1769, 1784, 1808, 1818, 1840), im Jahr 1614 nach der Zerstörung wahrscheinlich durch einen Brand nach einem Angriff. Nachdem der Turm für die Küstenverteidigung keine Verwendung mehr gefunden hatte, wurde er bis in die 1950er Jahre von der Guardia di Finanza für den Kampf gegen den Schmuggel genutzt.
Der 1988 und Anfang der 1990er Jahre restaurierte kegelförmige Rundbau der Torre di Chia ist etwa 13 Meter hoch und hat einen Durchmesser von über 10 Metern. Die Wandstärke beträgt circa 2,5 Meter. Heute ist der Turm über eine Treppe zum 5 Meter über dem Boden befindlichen Eingang an der Westseite zu betreten. Der Zugang führt ins erste Stockwerk, das eine Gewölbedecke besitzt und von einer massiven Mittelsäule gestützt wird. Von dort verläuft eine steinerne Wendeltreppe auf die Geschützplattform. Kanonen befinden sich nicht mehr auf dem Turm. Das Innere und die Geschützplattform können gegen ein Entgelt von drei Euro (2017) besichtigt werden.

Ansichten des Turmes
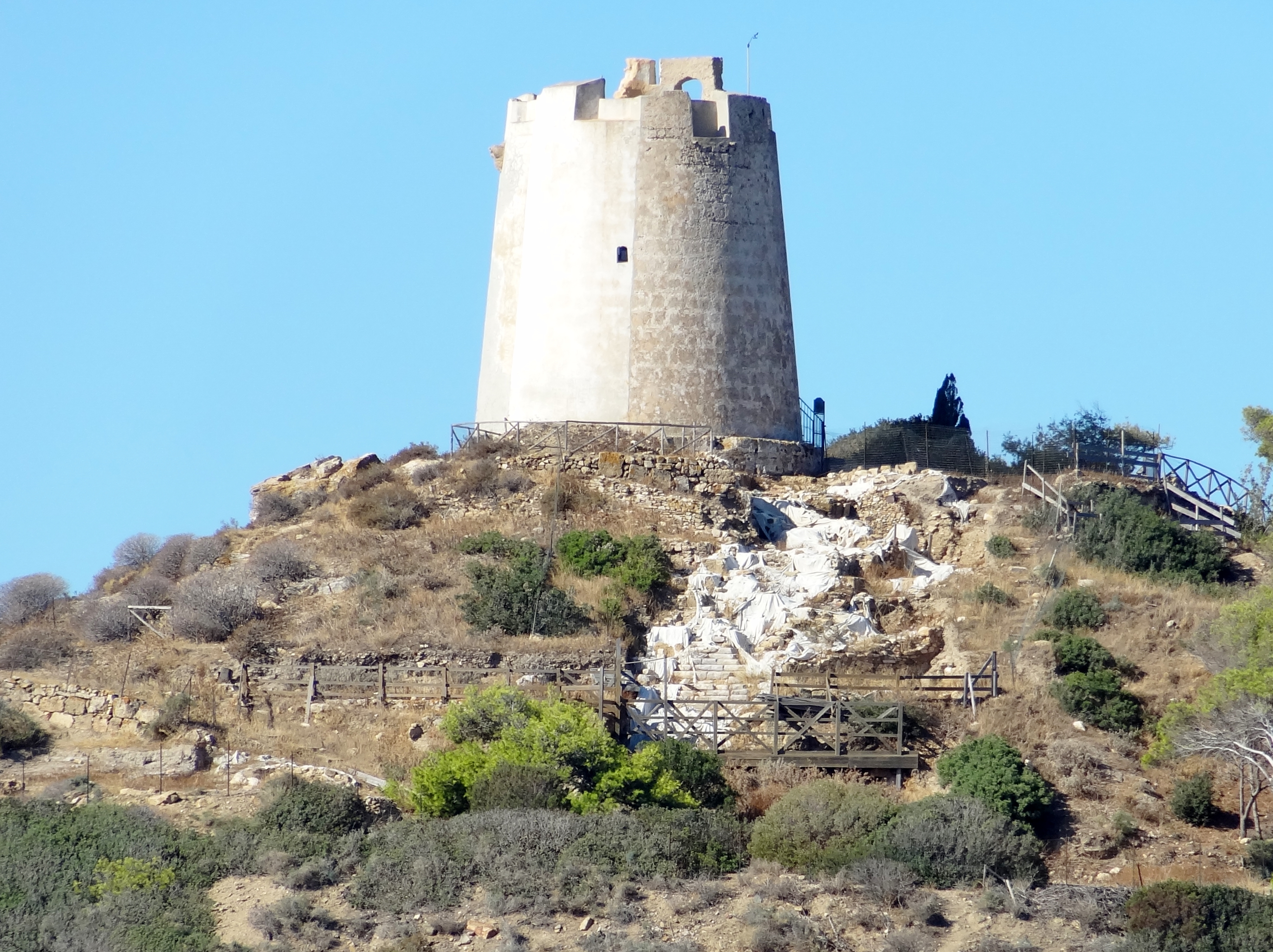
Ausgrabungen am Turm
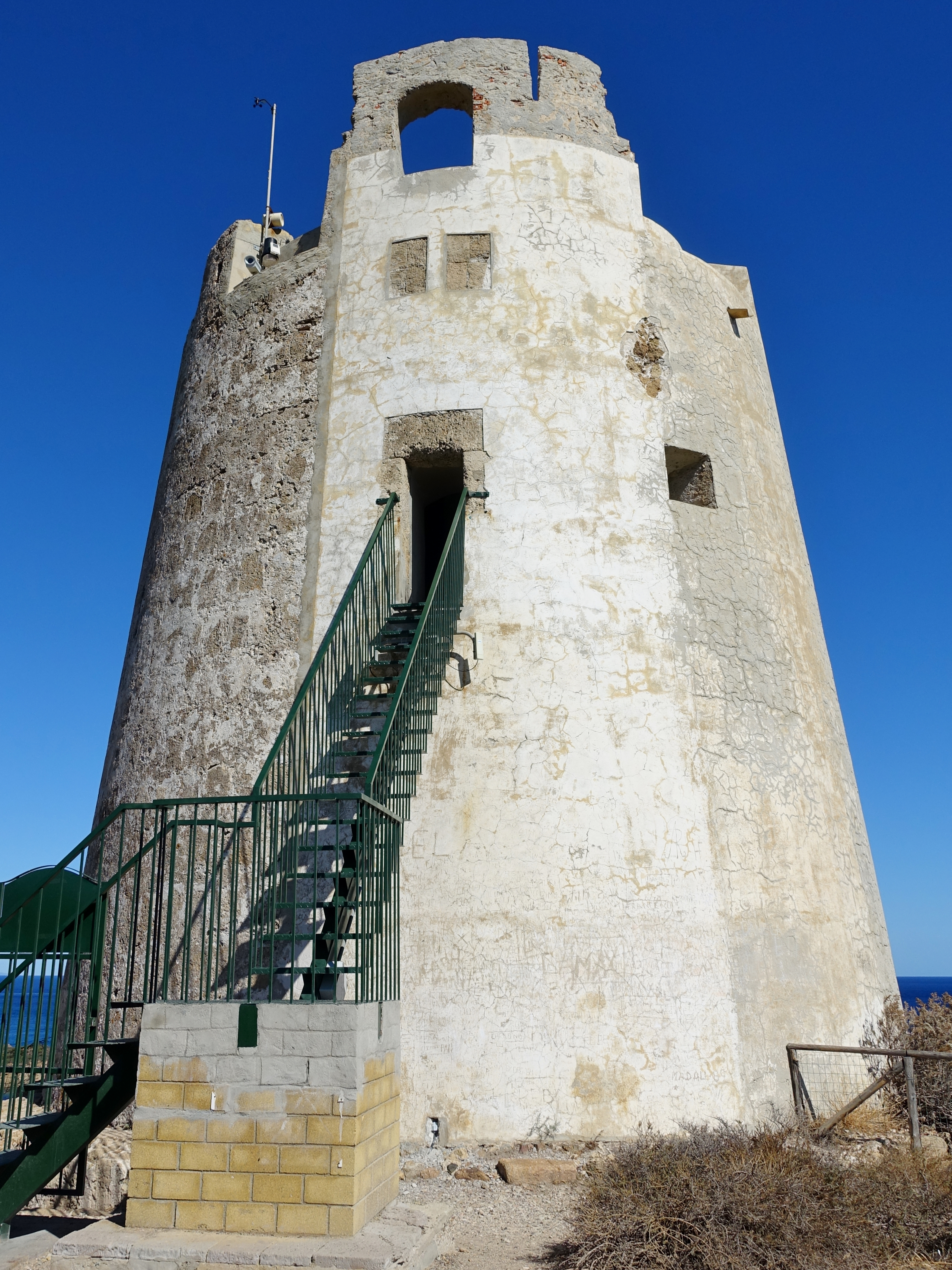
Westseite
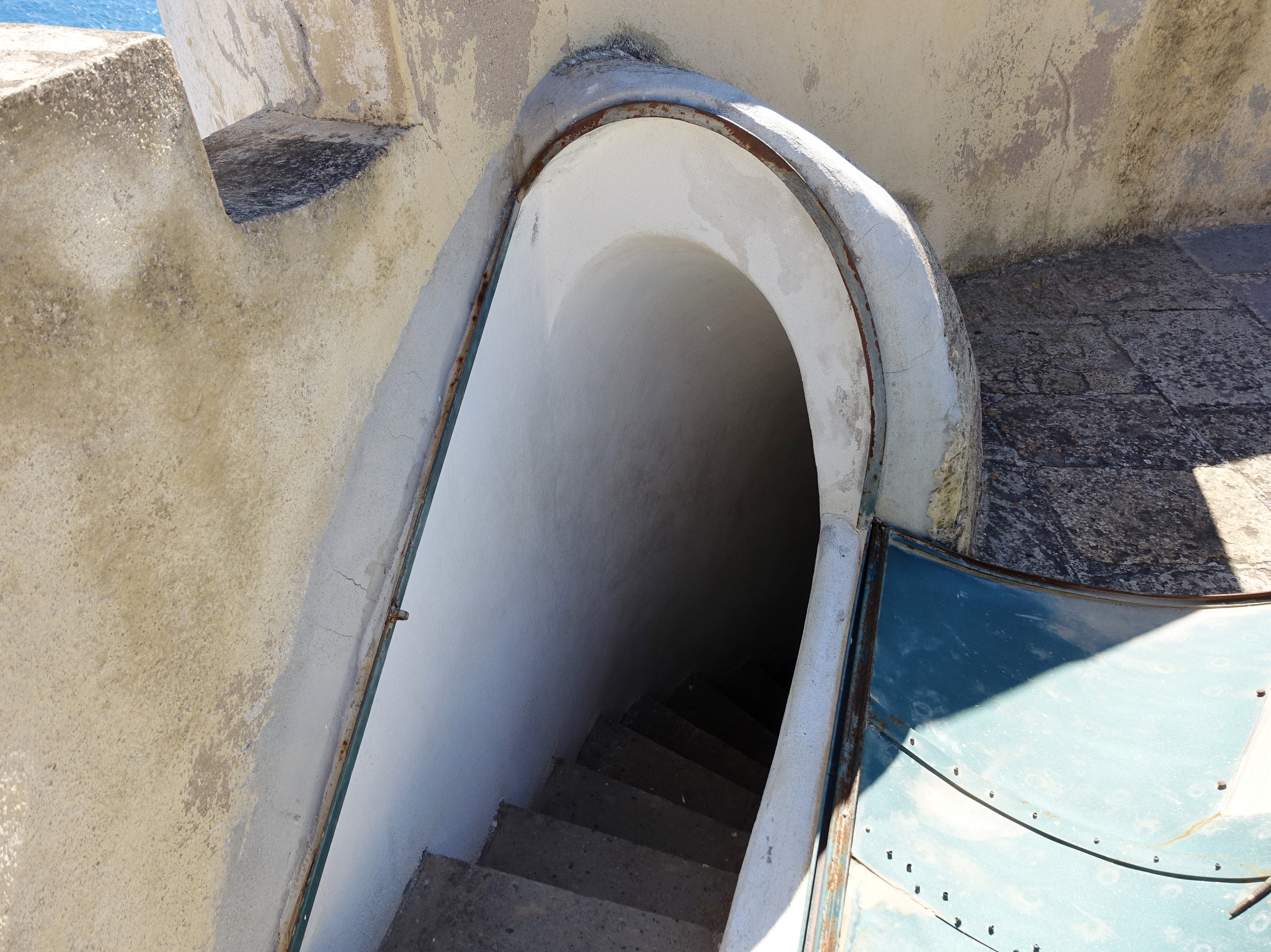
Treppe zur Plattform
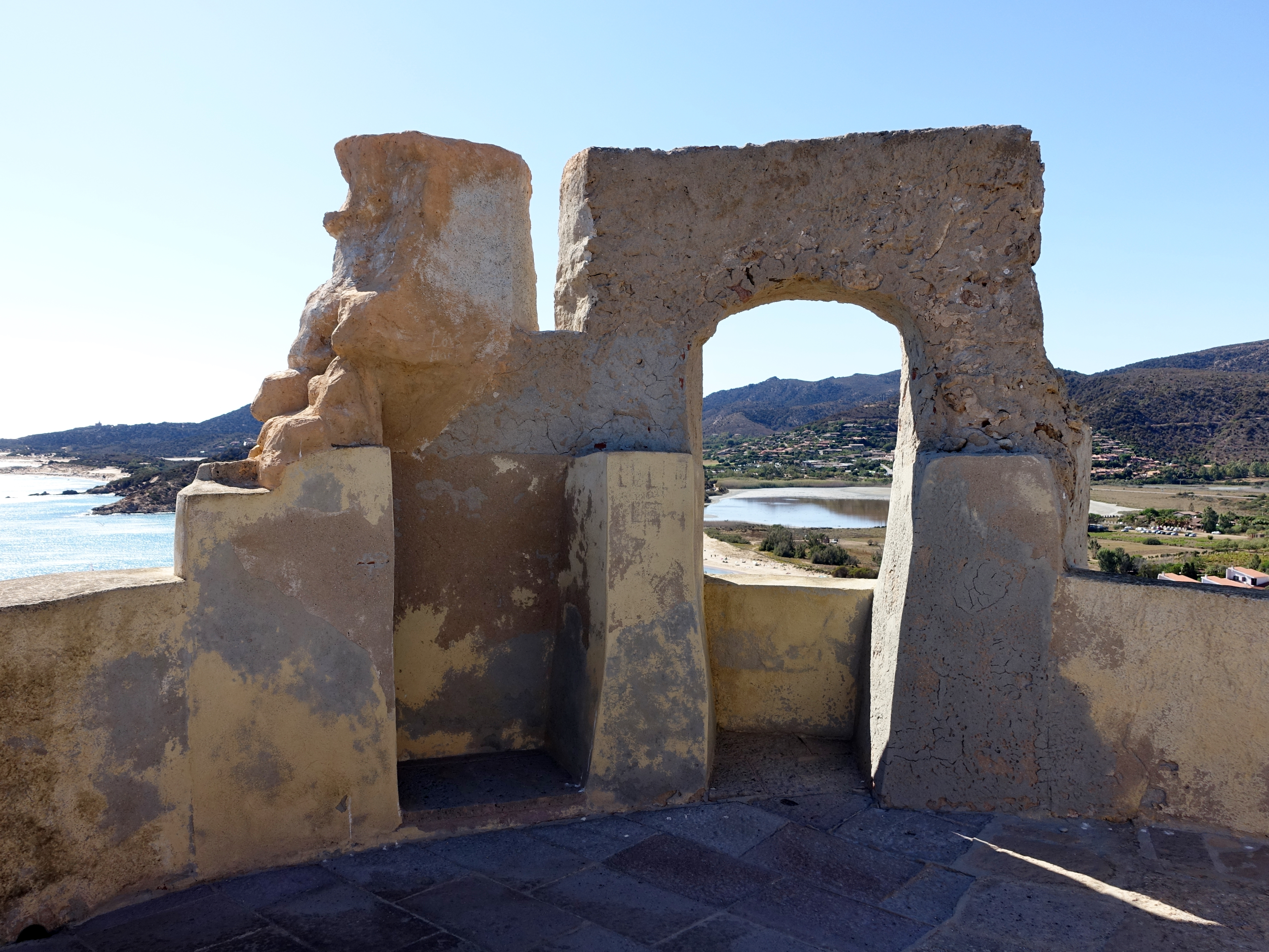
Geschützplattform